# East Galesburg, Illinois
East Galesburg là một làng thuộc quận Knox, tiểu bang Illinois, Hoa Kỳ. Năm 2010, dân số của làng này là 812 người.

## Dân số
Dân số qua các năm:
- Năm 2000: 839 người.
- Năm 2010: 812 người.